# Federico Fattori
Federico Fattori  (Buenos Aires, Argentina, 22 de julio de 1992) es un futbolista argentino que se desempeña como mediocampista defensivo y actualmente juega en Argentinos Juniors de la Liga Profesional de Fútbol.

## Trayectoria

### Nueva Chicago
Fattori es un futbolista surgido de las divisiones inferiores del Club Atlético Nueva Chicago. Debutó en la fecha 16 de la temporada 2013-14. Firmó su primer contrato como profesional a mediados de 2013, luego de que se equipó descendiera de categoría.
En la temporada 2013-14, Fattori no era tenido en cuenta por el cuerpo técnico debido a la presencia de Roberto Bochi, Agustín Farías y Hernán Pérez como mediocampistas centrales. Sin embargo con la llegada de Pablo Guede a la conducción técnica, el juvenil se convirtió en una pieza de recambio fundamental. Disputó 15 partidos en la temporada. Su equipo logró el ascenso a la Primera B Nacional el 17 de mayo de 2014.
Fattori logró asentarse como titular en el Torneo de Transición 2014, donde su equipo disputaba la segunda categoría del fútbol argentino. Su primer gol en Primera División lo convirtió el 6 de octubre de 2014 vs. Aldosivi en el Estadio República de Mataderos en la victoria de su equipo por 3 a 0. El centrocampista fue fundamental para la gran campaña de su equipo durante el campeonato, donde disputó 18 partidos y marcó 1 gol. Su equipo logró el ascenso a la Primera División. 
Al finalizar la temporada recibió ofertas tanto del fútbol argentino como del exterior (Chile y Estados Unidos) para emigrar del club aunque el centrocampista rechazó dichos ofrecimientos.

### Newell's Old Boys
Luego de un amistoso entre Nueva Chicago y el Club Atlético Newell's Old Boys, Américo Gallego, entrenador del club rosarino, quedó encantado con el juego del mediocampista y pidió a los dirigentes de Newell's que contrataran al jugador. El 29 de enero de 2015 se oficializó el traspaso de Fattori a Newell's Old Boys por una cifra cercana a U$S 400.000 por el 75% del pase del jugador.
Debutó el 14 de febrero en la derrota de su equipo frente a Independiente por 3 a 2, ingresando en el segundo tiempo pero saliendo lesionado posteriormente por un esguince. No fue tenido en cuenta luego de dicha lesión, disputando tan solo 6 partidos sin aportarle goles. Al finalizar la temporada y no ser tenido en cuenta por Lucas Bernardi, fue declarado transferible.

### Nueva Chicago
A comienzos de 2016 fue cedido a préstamo por 18 meses y con opción de compra a su exequipo, Nueva Chicago que había descendido a la Primera B Nacional, segunda división del fútbol argentino. Disputó 20 partidos de los 21 que jugó su equipo. 
A pesar de la deuda salarial de 6 meses que el club mantuvo con el plantel, aseguró su continuidad en la institución para la temporada 2016/17, donde disputó 33 partidos y marcó 1 gol. Terminó su contrato con Newell's en julio de 2017, y en condición de jugador libre, decidió renovar su vínculo con Nueva Chicago nuevamente para el próximo año.

### Club Atlético Temperley
En 2018 llega a Temperley tras desvincularse de Nueva Chicago y tras la firma de un contrato por tres temporadas.

## Estadísticas
Actualizado al 9 de julio de 2024

| Nueva Chicago Argentina | 2.ª           | 2014          | 19  | 1 | 0  | 0 | — | — | 19  | 1 | 0.05 |
| Nueva Chicago Argentina | Total club    | Total club    | 19  | 1 | 0  | 0 | 0 | 0 | 19  | 1 | 0.05 |
| Newell's Old Boys Argentina | 1.ª           | 2015          | 6   | 0 | 0  | 0 | — | — | 6   | 0 | 0    |
| Newell's Old Boys Argentina | Total club    | Total club    | 6   | 0 | 0  | 0 | 0 | 0 | 6   | 0 | 0    |
| Nueva Chicago Argentina | 2.ª           | 2016          | 20  | 0 | 1  | 0 | — | — | 21  | 0 | 0    |
| Nueva Chicago Argentina | 2.ª           | 2016-17       | 32  | 1 | 1  | 0 | — | — | 33  | 1 | 0.03 |
| Nueva Chicago Argentina | 2.ª           | 2017-18       | 10  | 2 | 1  | 0 | — | — | 10  | 2 | 0.2  |
| Nueva Chicago Argentina | Total club    | Total club    | 62  | 3 | 2  | 0 | 0 | 0 | 64  | 3 | 0.05 |
| Temperley Argentina | 1.ª           | 2017-18       | 11  | 0 | 0  | 0 | — | — | 11  | 0 | 0    |
| Temperley Argentina | 2.ª           | 2018-19       | 13  | 0 | 3  | 0 | — | — | 16  | 0 | 0    |
| Temperley Argentina | 2.ª           | 2019-20       | 21  | 1 | 0  | 0 | — | — | 21  | 1 | 0.05 |
| Temperley Argentina | 2.ª           | 2020          | 5   | 0 | 1  | 0 | — | — | 6   | 0 | 0    |
| Temperley Argentina | Total club    | Total club    | 50  | 1 | 4  | 0 | 0 | 0 | 54  | 1 | 0.02 |
| Ferro Argentina | 2.ª           | 2021          | 35  | 0 | 0  | 0 | — | — | 35  | 0 | 0    |
| Ferro Argentina | Total club    | Total club    | 35  | 0 | 0  | 0 | 0 | 0 | 35  | 0 | 0    |
| Huracán Argentina | 1ª            | 2022          | 25  | 0 | 13 | 0 | — | — | 38  | 0 | 0    |
| Huracán Argentina | 1ª            | 2023          | 20  | 0 | 10 | 0 | 9 | 0 | 39  | 0 | 0    |
| Huracán Argentina | 1ª            | 2023          | 4   | 0 | 0  | 0 | 0 | 0 | 4   | 0 | 0    |
| Huracán Argentina | Total         | Total         | 42  | 0 | 23 | 0 | 9 | 0 | 74  | 0 | 0    |
| Total carrera | Total carrera | Total carrera | 214 | 5 | 29 | 0 | 9 | 0 | 252 | 5 | 0.02 |
| (1) La copa nacional se refiere a la Copa Argentina y Supercopa Argentina . (2) La copa internacional se refiere a la Copa Sudamericana, Recopa Sudamericana, Copa Libertadores y Copa Suruga Bank. |               |               |     |   |    |   |   |   |     |   |      |

## Palmarés
| Club          | Campeonato                 | País      | Año         |
| ------------- | -------------------------- | --------- | ----------- |
| Nueva Chicago | B Metropolitana            | Argentina | 2013 - 2014 |
| Nueva Chicago | Ascenso a Primera División | Argentina | 2014        |